# Max Cady
Maximilian Cady, más conocido como Max Cady, es un personaje ficticio creado por John D. MacDonald para su novela The Executioners (1957), de la cual se realizaron dos películas. En la primera, Max Cady fue interpretado por Robert Mitchum y en la segunda, fue encarnado por Robert De Niro.

## Historia
Tanto en las dos películas como en la novela original de MacDonald, Cady es un criminal con un rencor obsesivo hacia el abogado Sam Bowden (interpretado por Gregory Peck en la primera versión y por Nick Nolte en la segunda), que lo envió a prisión por violación y maltrato a una menor de edad. Cady embarazó a una mujer de la cual nació un hijo y al que él nunca conoció. En la prisión, Cady aprende a leer y escribir, descubriendo que Bowden escondió la versión de los hechos que apuntaban que la menor de edad era una prostituta. Luego de 14 años, Max Cady sale de prisión con un solo propósito: vengarse de Sam Bowden y su familia. Así logra atemorizarlo envenenando a su perro, invadiendo su propiedad, violando a su amante y seduciendo a su rebelde hija. Luego de varios intentos fallidos de Bowden para regresar a Cady a prisión, intentando órdenes de restricción, demandas e incluso sobornos, Bowden manda golpear a Cady volviendo a fallar debido a la gran fuerza de éste. Cady se vuelve más agresivo y obsesionado, por lo que Bowden se lleva a su familia a su casa vacacional en un pueblo costero de Carolina del Norte, con un detective que los protege y su amiga de México. Cady, luego de un excelente plan elaborado, entra a la casa asesinando a la mujer mexicana y disfrazándose de ella para acabar con el detective. Ahora la familia de Sam está sin protección alguna. En un último intento para escapar de Cady, Sam lleva a su familia a Cape Fear, hasta donde Cady los sigue escondiéndose en el auto y llegando hasta el barco de Sam. Ahí se lleva a cabo una batalla final en donde Cady parece ser más fuerte. En la primera versión, Bowden atrapa a Cady poniéndole unas esposas. En la segunda, la hija de Sam le quema la cara, sin embargo Cady sobrevive al lanzarse al lago y luego subir de nuevo al barco, en donde desata su furia contra Sam. El barco choca quedando Sam y Cady en la orilla y luego de que Sam estuviera a punto de matarlo, el agua arrastra a Cady al centro del lago, en donde él una vez más comienza a torturar psicológicamente a su abogado pero no por mucho tiempo, ya que el agua se hace más profunda hasta tapar a Cady y ahogarlo.

## Análisis del personaje
El Max Cady de Mitchum es calificado como un degenerado y estafador de mala calidad. El Max Cady de De Niro es más bien un psicópata violento y agresivo violador capaz de asesinar despiadadamente a todo el que se le ponga enfrente. Además, tiene una excelente forma física que obtuvo en la cárcel luego de entrenar con pesas.
También, en la primera versión, Sam Bowden es un hombre que testificó en contra de Cady. En la segunda versión, Bowden es el abogado defensor de Cady, el cual ocultó parte de la evidencia, lo que posiblemente le hubiera dado una reducción de su pena. En la primera versión Bowden se abstiene de la idea de matar a Cady, mientras que en la segunda, Bowden está dispuesto a matarlo y a acabar con él de cualquier forma con tal de proteger a su familia.

## Lema
- Aprenderás a perder.

## Premios y reconocimientos

### 100 villanos del cine
- Max Cady: Puesto #28

### Óscar 1991
- Robert De Niro: Nominación a Mejor actor.

### Globos de Oro 1992
- Robert De Niro: Nominación a Mejor actor.

### MTV Movie Awards
- Robert de Niro: Nominación a Mejor Villano, en 1992.

## Parodias
Max Cady es parodiado en el episodio de la quinta temporada de la serie animada Los Simpson, titulado "Cape Feare" (en Latinoamérica "Cabo de miedosos"), en donde el exconvicto Sideshow Bob (Bob Patiño) tiene un solo objetivo al salir de prisión, matar a Bart Simpson.
Sideshow Bob imita la escena del cine, la escena cuando Cady se esconde debajo del automóvil y la escena final del barco. Además, Sideshow Bob tiene el cuerpo completamente tatuado con mensajes rencorosos y expresando sus deseos de venganza, tal como lo hace Max Cady en la versión de De Niro.
- Datos: Q6794636